# 黑茲利特維爾 (特拉華州)
黑澤利特維爾（英語：Hazlettville）是位於美國特拉華州肯特縣的一個非建制地區。該地的面積和人口皆未知。

## 地理
黑澤利特維爾的座標為39°06′59″N 75°38′32″W / 39.11639°N 75.64222°W，而該地的平均海拔高度為19米（即62英尺）。